# Барна Ольга Миколаївна
Ольга Миколаївна Барна — українська науковиця, доктор медичних наук, професор. Засновниця напряму превентивної та антиейджинг медицини в Україні, відома своїми розробками у сфері профілактичної медицини на національному та міжнародному рівнях, громадська діячка.

## Життєпис
Народилася 15 травня 1967 року в м. Тернопіль у сім ’ї службовців. У 1990 році закінчила з відзнакою Тернопільський державний медичний інститут (ТДМУ) за спеціальністю «лікувальна справа».
Навчалася в аспірантурі Тернопільського державного медичного університету за спеціальністю "кардіологія", яку закінчила достроково у 1994 році. 
У 2001 році вступила до докторантури Національного медичного університету імені Богомольця. У 2002 р. отримала вчене звання доцента. З 2002 по 2007 р. працювала на посадах асистента і доцента на кафедрі пропедевтики внутрішніх хвороб НМУ. Докторську дисертацію на тему особливостей ішемічної хвороби серця у жінок захистила у 2007 році. 
Завідувачка кафедри загальної медицини (сімейної медицини) Національного медичного університету імені О.О.Богомольця з 2014 року. Володіє високими лекторськими здібностями, що підтверджено рейтингами оцінювання серед студентів і лікарів. Розробила навчальні програми для студентів та  лекції для лікарів, а саме: метаболічний синдром, діабетична стопа, передчасне старіння.
Засновниця й управляюча директорка компанії "Medinfo UA LLC" (USA), що спеціалізується на консалтингу в галузі медицини, фармації з акцентом на розробку дослідницьких проектів з превентивної медицини і впровадження превентивних програм.

### Наукова діяльність
Основні напрями наукових досліджень включають профілактичну, гендерну та антивікову медицину, стратифікацію факторів ризику та серцево-судинну патологію при цукровому діабеті.
Ольга Барна є автором понад 300 наукових праць, включаючи один патент України, три монографії, підручники, публікації у міжнародних фахових виданнях. Співавтор підручника англійською мовою "Сімейна медицина" для стдудентів, інтернів та лікарів.
У межах роботи в EXPERT Working Group ESC брала участь у розробці Європейського консенсусу щодо реабілітації пацієнтів із серцево-судинними факторами ризику.
Спільно із Національним науковим центром Інституту кардіології, клінічної та регенеративної медицини імені академіка М. Д. Стражеска НАМН України ініціювала і проводить порівняльний Реєстр факторів серцево-судинного ризику в рамках Всеукраїнської соціальної програми "Серцево-судинний ризик під контролем".
Під її керівництвом реалізовано Всеукраїнські багатоцентрові дослідження: ВЕСНА – дослідження самооцінки здоров’я населення України, СКЕЛЕТ – дослідження факторів ризику та поширеності остеопорозу.
З 2001 по 2023 рік була головним дослідником понад 30 міжнародних наукових проєктів у сфері кардіології, ендокринології, ревматології, пульмонології та превентивної медицини.
Ольга Миколаївна є головним редактором журналу «Медікс. Антиейджинг», а також членом редакційних колегій журналів «Ліки України», «Мистецтво лікування», «Сімейна медицина».
Академік Національної академії наук вищої освіти України.

### Міжнародна діяльність
Член Виконавчого комітету Європейської асоціації профілактичної кардіології та реабілітації. Співавторка Європейських рекомендацій з реабілітації в кардіології. 
Член Робочої групи Єврокомісії "ЄвроГенМед", що займається розробкою Європейської стратегії профілактики серцево-судинних захворювань у жінок.
Голова оргкомітету міжнародного конгресу "Профілактика. Антиейджинг. Україна".

### Громадська діяльність
Активно співпрацює з Міністерством охорони здоров'я України, є членом Громадської ради при МОЗ.
Заснувала й очолює Всеукраїнську громадську організацію "Асоціація превентивної та антиейджинг медицини", яка реалізує освітні програми для лікарів, тренінги та соціальні проєкти для популяризації здорового способу життя.
Засновниця порталу "Живи активно", що популяризує профілактичну медицину та здоровий спосіб життя.

## Відзнаки та нагороди
- Лауреатка премії "Жінка України 2020" у номінації "Здоров'я та медицина".[3]